# Metrosexuality
Metrosexuality   è una serie televisiva britannica in 6 episodi trasmessi per la prima volta nel corso di una sola stagione nel 2001.
È una serie drammatica incentrata sulle interazioni (perlopiù sessuali) di un  gruppo di amici eterogeneo a livello razziale e sessuale che vivono a Notting Hill, Londra. La serie è stata scritta e creata da Rikki Beadle-Blair, che interpreta anche uno dei personaggi principali. Nel cast figurano anche Noel Clarke, Paul Keating, Mat Fraser, Karl Collins, Pui Fan Lee e Preeya Kalidas.

## Produzione
La serie fu creta da Rikki Beadle-Blair che è accreditato anche tra i registi.

## Distribuzione
La serie fu trasmessa nel Regno Unito dal 2001. In Italia è stata trasmessa nel 2001 su Jimmy con il titolo Metrosexuality.
Alcune delle uscite internazionali sono state:
- negli Stati Uniti il 25 luglio 1999 (Miami Gay and Lesbian Film Festival)
- negli Stati Uniti l'8 luglio 2001 (Philadelphia International Gay and Lesbian Film Festival)
- in Francia il 29 settembre 2001 (Metrosexuality)
- in Brasile il 20 novembre 2001
- in Israele il 5 marzo 2002
- negli Stati Uniti il 2 agosto 2002 (Reeling Chicago Gay Lesbian Film Festival)
- in Finlandia il 7 marzo 2003 (Metrosexuality)
- in Italia (Metrosexuality)

## Episodi
| Stagione       | Episodi | Prima TV UK |
| -------------- | ------- | ----------- |
| Prima stagione | 6       | 2001        |